# Левски (област Пазарджик)
Вижте пояснителната страница за други значения на Левски.
Левски (по-рано: Калагларе – до 14.08.1934, Долно Левски – до 04.05.1987) е село в Южна България. То се намира в Община Панагюрище, област Пазарджик.

## География
Селото е разположено на най-южните склонове на Средна гора, на надморска височина 420 м, които са едно разпокъсано продължение на Юрушко – Елшишкия рид. Намира се на около 4 km югозападно от река Луда Яна, на половината път между Пазарджик, Панагюрище.
Между надигащите се в полукръг от север и запад хълмове Избека, Голям баир, Молловица и други възвишения се затваря малка полукотловина с отвор откъм юг. В нея, предпазена от северните ветрове и отдалечената преграда на местностите Богданица, Столово, Куршум тепе и Амадалан, е разположено с. Левски. То се намира на границата между Средна гора и Пазарджишкото поле – обстоятелство с голямо значение за жителите му.
В селото най-характерна е главната улица, тя го дели на Горна и Долна махала. Освен това от северозапад по посока на юг от Левски е пресечено от един поток, който дели селото на западна и източна махала.
Забележителност на селището са няколкото местности с важни исторически събития. На източната част е м. Геленджика /Макова поляна /, която пролетно време потъва в зеленина.
Преди 1944 г. на това място са се празнували Великден, Гергьовден и са ставали общоселските събори, а в една падина е взето решението от членовете на БКП и БЗНС за въстанието през септември 1923 г.
На 50 м източно от старото кметство има празно място от 1 дка. площ, където се е
намирала турската джамия, сега на това място е направена детска площадка.
Селото има добър изглед, гледано откъм местностите Бахчалъка и Молловица. Впечатлява и изгледът му откъм селата Свобода (Област Пазарджик) и Цар Асен (област Пазарджик), а така също и откъм Пазарджик. Но най-добър е изгледът на с. Левски откъм северните склонове на Родопите. То е като че ли кацнало на Картал. Оттук се открива и необятната ширина на равна Тракия, Пазарджишкото поле, величествената снага на Родопите и извисяващия се Белмекен.

## История

### Произход на името.
```
Най-старото известно име на селото е Оряхово. Светлина върху далечното минало на Калагларе хвърля регистърът на джелепкешаните от 1576 г. Според него през 1576 – 1577 г. в Татар Пазарджишка кааза се е включвала и нахията Коюн Депеси, обхващаща района около Овчите хълмове
[
2
]
 В състава ѝ влизало с. Кара Халилер, носещо името на тогавашната знатна фамилия Халиловци. В същия документ е отбелязано, че селото по-рано се е казвало Картал, може би в началото на XVI в., когато представлявало една махала, кацнала на малка височина, твърдина, поради което получило името Карталъ – т.е. твърдина или орел. По-късно, вече към втората половина на XVI в., селото се наричало Кара Халилер, за да приеме след това по-новото си име Калаглар, постепенно видоизменящо се на Караалар, а след това на Калагларе – име носено до 1934 г. Първата знатна фамилия (Кара Халиловци), все кръвно свързани, възчернички, мургави хора, поддържали родствените си връзки и това наложило името на селището – Караагалар, което значи: възчерничките, мургавите братовчеди и за по-стегнато: черньовци.
[
3
]
[
4
]
```

Каралар – български черньовци ... Павел Делирадев, в една своя студия, също споменава името Каралар, което лежи на пътя Панагюрище – Пазарджик. В по-ново време Йордан Заимов, сб. „Панагюрище и Панагюрския край в миналото“ доста задълбочено обяснява произхода на името „Калагларе“: „Д.Левски – старо име Каралар, по-често Калагларе, село югоизточно от Панагюрище. Старото име иде от турското Караагалар – черни, тъмни очи, където има кара агалар като Кала – агалар /здрав, силен стопанин/, стара караглар, във формата каралар, източнотурско изговаряне на АГ-АЛ – сравни бей и бег, мейдан и мегдан и др. При формата карагларе крайната гласна „Е“ се е появила на българска почва като крайна за мн.ч., аналогия на имена като млекар – млекаре, овчар – овчаре и др.“
```
След Деветнайсетомайския преврат от 1934 г. излиза нареждане всички селища с турски имена да бъдат преименувани със съответсващи български имена. Общинските съветници в Калагларе не могли да превдат името на български и решили да му поставят съвсем ново име. След дълги разисквания и различни предложения всички дошли до общото съгласие селото да носи името на великия апостол на свободата Левски, за когото знаели добре, че е посещавал селото. Лошото било, че имало и други селища с това име. За да се различава от тях Калагларе се преименувало на Долно Левски, съобразяваики се с обозначението му на географската карта. С времето останало като име на селото само Левски.
```

### Следи от изчезнали селища
Тези места били обитавани от различни етнически групи, които оставяли след себе си дълбоки следи. Известно е, че първите обитатели тук са траките. Те живели няколко години и заслужава да се спрем на тяхното съществуване, макар и бегло. Едно от техните най-войнствени племена били бесите. Част от тях, известни под името койлалети, се заселили в Средногорието, и то предимно в южните склонове на тази планина. Проф. Батаклиев твърди, че те като добри ловци, скотовъди и рудари предпочитали както благата на планината, така и на равнината. В местата на днешните села Лесичево, Елшица, Левски и Свобода траките намерили благоприятни географски и климатични условия, допадащи на техния начин на препитание. Тук открили вековни гори, обширни пасища за отглеждане на животни, за ловуване и за добиване на руда. Това обяснява защо в землището на селото има толкова много надгробни могили следи от изчезнали селища и други старини. За археологически ценности в него пръв пише Стефан Захариев в своята книга „Татар-Пазарджишка кааза…“ (фототипно изд., С., 1970 г., стр.38). С по-голяма задълбоченост по този въпрос се произнесли известни геолози, археолози и изследователи: Рафаил Попов в книгата си „Култура и живот на праисторическия човек в България“, част II -- желязна епоха. 1930, С., с.87; В. Митков: „Материали от праисторическата епоха в България“ -- ИБН, VII, 1932/33 г., с. 3-I-368 и „Произход на куполните гробници в България“, сборник в чест на Кацаров -- Известия на Арх. институт, кн. 19 от 1959 г., Гавраил Кацаров -- „Нови паметници на религиозната история на Тракия“ на (на чужд език), LAXIV.1929 г., 303 – 324; Ив. Велков и Ив. Венедиков „Кратки вести от разни места“ -- Известия от БАН, XV, 1946 г., 328 – 335; П. Детев „Новооткрити старини“ -- ГПЛНМ, II, 1950 г., с.260; Д. Цончев „Материали за археологическата карта на България“ -- ГПЛНМ, I 1948 г., с.182 – 187; Руси Стойков:„Наименования на селища според турски документи“ -- статия, публикувана в „Известия на Народна библиотека“ --София, 1959 г.; Вера Мутафчиева: „Поземлена собственост от турско владичество през XV--XVIII в.“;Иван Гергов. Въз основа на техни проучвания се установиха следи от няколко изчезнали селища:
- В Местността Оряхово. За съществуването на такова селище, което води началото си от трако-римската епоха, с име Оряхово (в миналото), няма никакво съмнение. Този факт се потвърждава не само от наличието на една селищна могила и намерените множество керамични фрагменти, от спомени и предания, но и от проучвания на археолози и други научни работници като П.Детев, Д.Цончев и др. Тук е намерена и една монета от времето на Каракала (211—-217), сечена в Сердика (дн. София).[6] Това селище било разположено на около 300 м. северозападно от Караджовата воденица, между Луда Яна и Джоропаница и стигало до Студеното кладенче, на разстояние 600 – 700 м от двете страни на Цариградския път.
- Селище при  Мина „РАДКА“. Предполага се, че населението му се е занимавало с рударство. И сега тук има няколко могили, намират се и фрагменти от керамика.

- Костадинови Дъбици (Костадиново дъбе) в местността Улуклий – на около 2,5 km. от селото, вляво от пътя за местността Богданица. През 1929 г. тук е намерен и воденичен камък, а преди това – тухли, керемиди, зидове.[7]

По-известни местности и могили в землището на с. Левски са:
- АРАПККАЯ. – Съществуват няколко легенди, които са свързани с голям конусообразен гранитен камък, с обем около 10 куб. м., който през 1972 г. и 1974 г. е разрушен от местни каменари. Върху него имало дълбоки следи, наподобяващи човешка длан с пет пръста. Те станали причина за възникване на легендите. В една от тях се разказва за някакъв арапин, който отбанявайки се, грабнал камък и го запратил срещу противника си. А друга легенда има патриотичен оттенък – чер арапин измъчвал местното население, на което се притекъл на помощ народният герой Крали Марко. В борбата с противника Марко грабнал камъка и с него го затирил. По камъка останал отпечатък от пръстите на героя.[8] обхваща над 300дка площ, на юг от Дръндаревското дере, на близо до склоновете на Кьоровия баир. Тук е минавал пътят, идващ от Конлука (дн. с. Цар Асен) и свързващ винарските селища Калугерово и Карабунар. Намерени са кюпове, темели от зидове, отломъци от керамика, корубести керемиди през 1963 г. от Райчо Райчев и други жители на Долно Левски. Вероятно в южния край на Заградена ливада, около 10 дка, се е намирало управлението на това селище. Наблизо през 1972 г. е открит иззидан с камъни гроб с врата, на която е запазено желязното резе за заключване на вратата. До гроба имало голям кюп. Оттук са извадени и човешки кости. Не са малко в този район и следите от значителни постройки, но и неумолимата кирка на иманярите не е пощадила старината.[9]

Най-значителното за това селище е намереното гърне с 503 сребърни монети. Ценната находка е предадена в Пазарджишкия окръжен музей – нейното проучване се заема Величка Мацанова.
 – От времето на Септимий Север (193 – 211 г.) – монетите са 16 бр.;
 – От времето на жена му Юлия Домна – монетите са 6 бр.;
 – на Каракала (211 – 227 г.) – 24 бр.;
 – на Елагабал (218 – 222 г.) – 8 бр.;
 – Юлия Сеумия (негова майка) – 1 бр.;
 – на Ал. Север (222 – 235 г.) – 9 бр.;
 – Юлия Мамел (майка му) – 4 бр.;
 – Орбиана (жена му) – 2 бр.;
 – Максимин (235 – 238 г.) – 5 бр.;
 – Гордиан III (238 – 244 г.) – 183 бр.;
 – Филип-баща и Филип-син (244 – 249 г.) – 201 бр.;
 – Отациалия (жена му) – 37 бр.;
 – Деций Траян (249 -251 г.) – 2 бр.; и др.
Времето на император Траян съвпада с готското нашествие по нашите места – съкровището вероятно е било притежание на човек от трако-римската епоха, както определя Д. Цончев. По всяка вероятност след такова нашествие селището е напълно разрушено и престава да съществува. То е тясно свързано с близкото с. Джумая (дн. Сбор (Област Пазарджик)) – в него днес се разказват легенди, че преди много години група бегълци от селището в местностите Арапкая и Джамията се заселили в с. Джумая. Тези преселници станали известни под името айнаджиите (мързеливи) в споменатото с. Сбор.
- БОГДАНИЦА. – Това е голям рид, който влиза и в Елшишкото землище с оформени два върха – Елшишка Богданица, обрасли с дъбови гори. За произхода на името им същесвуват легенди, по-голямата част от които са известни сред населението на Елшица. Според една от тях по време на османската власт сред българското население се славела с хубостта си девойката Богдана. Тя била задиряна от местен турчин, който се опитвал а я похити. Хубавата българка не само че не се уплашила от него, но решила да му отмъсти – избягала в околните гъсти гори, събрала смели момци, станала им войвода и започнала да преследва агаларите. Тръгнали въоръжени турци да я дирят в планината. Един път успели да я обкръжат и за да не попадне жива в ръцете им, сама сложила край на живота си. Нейните сънародници назовали местността БОГДАНИЦА. Друга легенда ни разказва за юнака Богдан, прочут със силата и безстрашието си. Той станал закрилник на сънародниците си. С малка дружина бродел из местните гори и мъстил на душманите, а народът с песни разнасял славата им из околните села. В дружината му била и неговата жена Богданица – така я назовавали другите. По смелост не отстъпвала на Богдан, а когато той загинал, тя станала войвода и повела дружината да отмъсти за голямата загуба. Тръгнали потери да я търсят, но тя с хитрост ги побеждавала. Народът запял песни, които я прославили, а местността, в която се подвизавала, получила нейното име – Богданица, за да напомня на поколенията за подвига ѝ. На това място има безброй керамични фрагменти. Може да е било малко селце, прикрепено към това в Стражарака, и да е изпълнявало стажова служба.
- СТРАЖАРАКА. В далечното минало наоколо имало стройни, високи дървета и отделни грамадни дъбове, които наподобявали стража, охраняваща близките селища – на Вотьола и на Богданица.

Съществуват и други предания, според които тук е имало стража за охрана на споменатите селища. Селището било оградено от север с няколко могили, нещо като некропол, а от юг, където е Сарпдерският мост, било самото градище, вероятно малка средновековна крепост, за която говори и професор Иван Батаклиев. Тя е предпазвала жителите му от вражи нападения откъм юг. Тук освен сечива -- мотика, сърп, наковалня и чукове (сега са в Пазарджишкия музей), са намерени още кюпове, тухли, зидове, водоизточници, които безспорно говорят за голямо селище. През 1968 г. при прокопаването на водопровода Попинци -- с. Левски работниците попаднали на стар водопроводен канал, направен от пръстени тръби, с посока Стражарака. Наоколо в обработваеми ниви са намерени много старинни предмети, а през 1967 г., по време на оран, тракторист попада на голям воден източник на около метър дълбочина. За това селище се разказват различни легенди и предания, много от които имат иманярски характер и са плод на фантазия, исторически недоказани.
- РУСАЛСКИ ГРОБИЩА. За тях също има няколко легенди. Вместността Пилиджовица и по протежение на Русалските възвишшения имало Две големи тракийски селища. Те враждували помежду си. Често се нападали и избивали. Сбиването станало дори на самия връх Руслския баир, където загинали много хора и от двете страни. В друга легенда се разказва, че по тези места се срещнали две сватби и между сватбарите станало кърваво сбиване. Загинали мнозина, заедно с младоженците. Натова място погребали избитите. А друга легенда разказва, че върху една сватба връхлетяла страшна вихрушка, която погубила повечето от сватбарите и самите младоженци. Тези нещастия станали все по Света Русалия, заради което местността получила и това име – Русалски гробища.[14] Те са на 500 – 600 м. югозападно от Пилиджовица. Този район, на юг от Дюлите, все около Русалийския баир, е осеян с парчета от керемиди, тухли, делви и други старинни материали. Навярно и тукащното селище е било голямо.
- БАЙРАКТАРИТЕ. В миналото местността била покрита с вековни дъбови гори. Но по-късно били изкоренени и превърнати в плодородни земи, които през първите години дали богата реколта и получили байрака на първенството.

Според други легенди из гъстите гори на тази местност се подвизавали две смели девойки – байрактарки, който водели малки дружинки и всявали страх сред османците.
- ГРОБЧЕТО. Има две места, които носят това име и се намират в близозт едно до друго. Едното е до Дудовата сая и се казва КОСТАДИНОВИЦА. Другото гробче е на Канарската пътека, и сега има следи от нея – свързвала е с. Елшица, където е била мината, с Панагюрище и Коприщица. По нея на гръб и на магаре или на кон се е пренасяло канъ, с която са се измазвали къщите някога. Пътеката се казва и Хайдушка, понеже по нея са минавали и хайдути, най-вече известният в това време Бейко войвода и според предание възможно е тук да е загинал и погребан, Бейко войвода[15]
- ГЯВУРОВО ГРОБЧЕ. Място в местността Кавуралан, където е погребан Петър Гявуров – един от първите представители на Гявуровия род, дошли из тези места. „Тук почива Петър Гявуров, умрял от чума през 1832 г.“ – пише на поставен каменен кръст.[16] Друго предание говори, че Гявуров бил обит от турски ловци и по-късно неговият внук Ив. Гявуров им отмъстил – запалил къщите им и се преселил в с. Аджиларе (Ал. Константиново).
- КАРАИСИНОВА (ЮСЕИНОВА) ПОЛЯНА. Някога притежание на богат местен турчин – Караиселин, който по предание след Освобождението избягал от Калагларе и се заселил в Татар Пазарджик.
- ЛИЛОВ (АЛИЛОВ) ГЪСТАЛАК. Този имот бил притежание на някой си Алия – Лило, потомък на стара фамилия Алиловци (Халиловци), по чието име някога селото се наричало Кара Халилер.
- АЛЧА ЧАИР. – ниска ливада.
- АЙКЪН. – вид на шейната айкън, но и в смисъл на пързаляне, хлъзгавина, глинеста почва.
- БАХЧАЛЪК. – градините, бахчиите.
- БАЛАКЛАРЕ. – малачетата, биволчетата.
- ДОМУЗ ДЕРЕ. – свинско дере. Името му е свързано с владичеството: българите от Калагларе имали право само в това дере да колят свинете си. Води своето начало от Омеров алчак, Избека, приема водите на местността Габрака, Саза и се влива в Луда Яна.
- АМАДАЛАН. – Амедова (Ахмедова) поляна.
- КЪШЛА ДЕРЕ. – приличащо на вежди.
- КЕЛ ТЕПЕ. – келявият връх, хълм.
- КАВУРАЛАН. – Гявурската поляна. Тук е намерена и тракийска гробница. Като се погледне на изток правят впечатление редица от няколко могили, обърнати към някогашното с. Оряхово, на запад -- към Стойкова чукара и Стражарака, където също имало селище. Пътят през Кавуралан, следи от който са запазени и до днес, е свързвал гробницата с околните селища.
- ИЗБЕКА. – може би йозбек, храбър, смел, стрелец.
- КЬОПЕК КАЯ. – кучешка скала, кучешко свърталище.
- КУРУДЖУ ДЕРЕ. – сухото дере.
- КЮЛУФЛИЙ. – може би кюляхлия, с шапка.
- ОМЕРОВ АЛЧАК. – Йомеров алчък, ниско място притежание на Йомер.
- КИКАЛАН. – вероятно Гайкалан, сърнена поляна.
- ОМАРЛАРЕ. – може би Юмер, Юмерови ниви.
- САРП ДЕРЕ. – стъмно дере. Води началото си от Столово и Дългия рът и събира водите си от техните склонове, както и тези от Амадалан, Сивото кладенче и др. Влива се в Луда Яна (Барбус – луд поток), където някога е била Тасовата воденица.
- ГРАДИЩЕТО. Неговото съществуване се потвърждава и от проф. Батаклиев. Намирало се е южно от Сарпдерския мост, между Сап дере и Злата долчина на площ около 50 – 60 дка. Имало стратегическо значение. Самото име на местността подсказва, че е представлявало нещо като входна врата на града, намиращ се по на север от местността Стражарака.[17] Има остатъци от тази крепост запазени и до днес. Крепостта имала почти кръгла форма, с диаметър 30 на 35 м и е била притежание на феодал, вероято на Смилец. По сведения на възрастни хора стените ѝ са доразрушени по времето, когато е правено шосето за Панагюрище.
- ОВАЛИЙКА – малката.
- МОЛЛОВИЦА – притежание на някой си молла.
- ОДЖОВ ГЬОЛ – притежание на селския хаджи.
- ГЕЛЕНДЖИК – макова поляна, и булчица.[18]
- КЮП ДЕРЕ – Започва от Кавуралан и поема водите на Пашовица, Орманова чукара, Голямата чукара и околностите им. Влива се в Луда Яна. Намирало се е в това равнинно място, обградено с дълбоки дерета като триъгълник. Там, където е голямата ограда на казанарията, още личат следи от зидове. Тук са открити и няколко кюпа. По всяка вероятност през тракийско време, а може би и през турско, тук са правени кюпове. Може би неговото население се е занимавало с грънчарство поради наличието на хубава глина.
- В местността ДОЛНА СКАЧКОВИЦА и Стойкова чукара. Южно от шосето за Панагюрище, на около 200 м от Стойкова чукара, има следи от стари гробища в който са намирани останки от човешки кости.

Наблизо са намирани и парчета от керемиди, тухли.
- ПИЛИДЖОВИЦА. То обхваща и Караджовите ниви, едно пространство от 500 – 600 дка. Намиращите се тук над 150 могили, повечето малки, някои изградени с камъни, а двадесетина от тях доста големи, подсказват за голямо тракийско селище, по всяка вероятност градче. За съществуването му пише и Д. Цончев. Многобройните фрагменти от керамика, тухли, делви и домашни съдове са още едно потвърждение за това. В близката гора, изкоренена през 1977 г., бяха извадени множество старинни предмети.
- ДАЛАДЖИЙСКА КОРИЯ. Площ над 250 дка, обхванала южно склоновете на връх Богданица и около Даладжийското кладенче, е осеяна от безброй керамични фрагменти, но личат и множество темели от някогашни зидове. На това място през 1922 г. Нешо П.Гявуров и Ат. Чолаков, когато изкоренявали част от Даладжийската кория, намерили каменна брадвичка, която захвърлили в храстите. Няма съмнение, че и тук е имало старо селище, чийто жители е възможно да са владеели и Пановото кладенче, на разстояние 600 – 700 м от Даладжийското кладенче. През 1964 г., когато е разкопано Пановото кладенче за каптиране на водите му за стопанския двор на тогавашното ДЗС, работниците попаднали на интересна находка – сложените някога дървета почти били овъглени[19]
- НОВАТА КОРИЯ ПРИ РИСТЕВИТЕ ДЪБИЦИ. Простирало се е на площ около 150 дка. И тук са намерени парчета от строителни стари материали. През 1958 г. е намерен иззидан с камъни гроб, в който имало цяла покъщнина – паница, парчета от стомни и др.
- ДЖУМАЛИЙСКИЯ ЧАТЪРЛЪК – Южно от пътя за Елшишката река, на площ около 150дка, все край Винарския път, са намерени парчета от керемиди и тухли, както и зидове, чийто камъни за няколко години са извадени от местното население за свои лични нужди.
- ДРЪНДАРЕВВСКА ЧУЧУРКА и Джамията – На площ около 150 дка, западно от Дръндаревското дере, се намират много керамични отломъци. До пътя, пресичащ дерето при Арапкая, имало калдаръм, по който се е слизало на кладенец с геранило. И тук са намерени кладенци (два), кюпове. Към доковите каваци, вляво от пътя за Елшишката река, докъм 1926 г. се намираше купчина камъни останки от порутена сграда -- именно това е било джумайската джамия, чийто камъни са били иззети около 1928 г. Тук вероятно населението се е занимавало с ръчна обработка на лен, който произвеждали, оттам и името --Дръндарето.
- МАРИНОВА ДОЛЧИНА в местността Улуклий. Площ около 80 – 100 дка, осеяна с парчета от керемиди, тухли и следи от зидове, чийто камъни селяните извадили през 30-те и 40-те години. Тук е намерена и статуя на животно, която се съхранява в Археологическия музей – Пловдив (инв. № 381)[20]
- ДВЕТЕ ДЕРЕТА На около 1,5 km южно от Долно Левски (дн. Левски), там където се събират две дерета, в нивата на Запрян Кожухаров през 1922 г. е изваден строителен материал (камъни, тухли и керемиди) и голям кюп. Може би наоколо е имало няколко къщи във връзка със селището наблизо – на юг от местността Кьопек кайлия (също от с. Сбор).
- САЗА – Караджовите ливади. На половин километър от с. Левски, в близост до сазлийското кладенче и могилата в Караджовите ливади, земите наоколо изобилстват от вода, стари кладенци, стари зидове и пр., все факти, потвърждаващи мнението, че и тук е имало селище.[21]
- ОРМАНОВА ЧУКАРА(Дудова чукара). През 1906 г. Милуш и Илия Дудови попадат на интересна находка. Ралото им се запънало в един голям камък, който двамата с големи усилия измъкват. Под него веднага се открила дълбока дупка. През нощта Милуш продължил работата и пръв успял да влезе в напълно запазената куполна тракийска гробница. Сутринта му се притекална помощ и зет му Лазар Бейков – Кацаров. Какво са намерили в гробницата не е известно напълно, но след тази случка Милуш се преселва в с. Цар Асен, а Лазар сам си признал, чебил продал на един евреин златна кокарда. Може да са открили и други скъпи накити и предмети, но следите им се губят. Ямата била засипана до 1974 г. когато тя била наново разкрита и проучена – основите ѝ били запазени: кръг с диаметър от 3 м., на височина 0,8 м. Иззидана от големи дялани камъни с четириъгълна форма, чиято вътрешна страна е така обработена, че слагането им един върху друг дава идеален завършек на купола. Камъните в основата са свързани със сплав, която в течение на времето добила якостта на цимента, а по горните редове са свързани с железни скоби. По средата на гробницата е открит голям ромбоиден камък, вероятно за полагане на саркофага на мъртвеца. При първото влизане тук са намерени и човешки кости. Посведения на хора от селото, които влизали в гробницата преди разрушаването ѝ, тя била висока повече от човешки бой и имала коридор, изработен също от дялани камъни – коридорът сочел на изток.

Прави впечатление фактът, че гранит в околността и цялото землище на с. Левски няма, и по всичко личи, че камъните са доставени от по-далечно място. Това може да подскаже, че погребаният тук е бил затен човек и властта му се е простирала надалече. Близо до гробницата, на двадесетина метра западно от нея се е намирала друга могила, направена от камъни. В нея, както отбелязва Д. Цончев, са намерени меч, микенски тип, и връх на копие, датирани от XIV в. пр.н.е., които се намират в Археологическия музей – София под № 616 и 617. Голямата гробница е проучвана и е направена консервация.
- ГОЛЯМАТА ЧУКАРА – на около 700 м от Куполната гробница. Тя е продълговата, с дължина около 300 м и височина по хребета откъм източната страна – до 4 м., а отвесно – към 8 – 10 м. По западните ѝ склонове, които са откъм селото, се намират камъни и цяла скална маса, придаващи ѝ естествен вид. Обратната ѝ страна е останала откъм реката вследствие натрупване на глинеста пръст. Тук при оран са намерени камъни и други материали, а и предание нашепва, че вероятно тук е имало черква.

#### Могили
В землището на с. Левски има много могили и по броя им селото е на първо място в Пазарджишки окръг. Този въпрос е най-добре проучен от Д.Цончев, който в своя труд от 1948 г. пише: „От землището на с. Калагларе (с. Левски) ни са известни един бронзов връх на копие и един бронзов меч – „микенски тип“, намерен в могилната гробница, образувана с натрупани и пръст: могилата се намира в местността Дъбака, в съседство с местността Гяур (Кавур) алан. Там имало четири могили, от които сега са запазени три: четвъртата Дудовата чукара, била разкопана в 1906 г. В нея била открита куполна гробница иззидана с камъни скрепени с телени скоби, вероятно от 4 век пр.н.е. Според В. Друмски тя имала малък коридор и куполовидно отделение.“.
Могили ю. з. от селото в местността среща – 1 бр. и от местността Караджови ливади – 2 могили, с. и. върху десния бряг на р. Луда Яна, в местността Оряхово, личат следи от селище с три могили. То е съществувало главно през римско време. Оттук произхожда 1 бронзова колониална монета на Каракала, сечена в Сердика. На десния бряг на Сарп дере (Стръмно дере), близо до устието му, има две могили. Около потока Кюп дере също са на мерени следи от селище, а на височината югозападно от него – една могила. Друта се издига северно от селото на връх Избека. Непосредствено и южно от мина „Радка“ на десния бряг на Луда Яна са запазени 12 могили, някои от които са изградени с камъни. Изглежда, че са били повече, но са унищожени.
Вдясно от шосето с. Левски – Попинци, в местността Стойкова чукара, се издигат пет, в Долна Скачковица – три, в местността Грамадата – две, близко до селото се виждат тримогили, а в местността Вонтьо и Манчови ливади – осем. Навярно те са част от некропола на селището, което се намирало по на юг, в местността Стражерака. Именно в нея са открити железни върхове на стрели и оръдия на труда – железни чукове, наковалня, клещи, широка мотика, сърп и четири палешника, запазени в Пазарджишкия музей. По на север, в местността Ливадата, има две могили, в Куршум тепе – 11, а по на север В Русалски гробища – 29. На северозапад личат още две магили, а в Пилиджовица – 21, също и следи от тракийско селище. Всички тези могили са оградени с камъни и отстоят една от друга на 0,4 m. Повечето са ниски и малки, с диаметър 5 – 6 m."
От местността Улуклий на 3 km западно от с. Левски произхожда статуята на животно, вероятно овен, намерена през 1942 г. Тя е направена от местен камък и е украсена с концентрични окръжности. Предназначението ѝ още не е установено. Д. Цончев споменава 112 могили, които според него са предимно надгробни. Към тях би трябвало да се прибавят осем могили, разположени покрай Цариградското шосе, намират се в местността Капчовец, Гергови чукари, а другите са в Айкъна (към с. Росен). В района, по посока на Сульовите кладенци и Кюлуфлий, се издигат още 8 могили. През 1958 г. при формирането на кооперативните блокове са намерени и разрушени други три могили, в които са открити паници и други домашни съдове. Тук, както вече бе отбелязано, вероятно е имало древно селище. През 1977 г. в източната част от гората в Пилиджовица са открити над 100 могили, така че с тях броят им в землището на с. Левски достигна над 250 могили. Част от тях заслужават по-голямо внимание и подлежат на по-обстойно проучване.
По-късно, когато тези места са превзети от македонците, те пренасят и елинската култура, която също оставя дълбоки следи. Продължилото няколко века римско господство оказало влияние върху околното население.

### Националноосвободително движение
Хайдутството и по този край добива голям размах през втората половина на XIX век. След Одринския мир при султан Мурад II излезли правителствени документи даващи право и на християните да търгуват. Доста български търговци вече посещавали важни културни центрове в Османската империя. Срещата им с будни и свободолюбиви хора пробуждала националното им самочуствие. Борбата за църковна независимост достигнала своя апогей. В Татар Пазарджишка кааза начело застанал един от най-просветените българи в този край – учителят Стефан Захариев. подпомогнат от родолюбци като Кара Никола Ангелов от Ветрен, а по късно и от поп Георги Тилев и поп Грую Бански, борбата от религиозна, прераснала в политическа. Увлекли се в нея и немалко жители на с. Калагларе (Долно Левски).
След Кримската война (1856 г.) и започналите опити за реорганизация на турската армия по западен образец настъпило време на общ упадък на чуждоземната администрация. В Татар Пазарджишко се стигнало дотам, че било възложено на чиновника Индже Араб да приложи ТАНЗИМАТА в цялата кааза. Той заменил всички местни заптиета с арнаути; те пък, от своя страна, повикали свои събратя от Арнаутлука и за кратко време общественият ред и опазването на полските имоти е поверено на истински разбойници. Родопите и цялата Татар Пазарджишка кааза пропищели от дивашките им набези. Това принудило самото население да прибегне до самоотбрана. Най-популярни защитници на българското население в Родопите и Средногорието били Бейко войвода, Тодор Банчев – Хайдутина от с. Радилово и техният сподвижник Георги Ангелиев.
```
В борбата за национално освобождение Калагларе взема дейно участие. В самото 
Априлското въстание
 с. Калагларе участва с над 60 души, като дава 18 убити. Освен това над 20 души били задържани, а 170 къщи опожарени.
[
26
]
```

### След Освобождението
Местни жители участват в Септемврийското въстание през 1923 година, включвайки се в групата от 80 души, която прави неуспешен опит да превземе гара Саранбей, давайки 16 жертви. Хора от селото участват и в комунистическото Партизанско движение през 1944 година - 26 партизани, много ятаци и помагачи.

## Население
Численост на населението според преброяванията през годините:
| \| Година на преброяване \| Численост \| \| --------------------- \| --------- \| \| 1934 \| 2190 \| \| 1946 \| 2065 \| \| 1956 \| 1696 \| \| 1965 \| 1602 \| \| 1975 \| 1254 \| \| 1985 \| 1139 \| \| 1992 \| 1026 \| \| 2001 \| 958 \| \| 2011 \| 707 \| \| 2021 \| 649 \| |           |
| Година на преброяване | Численост |
| 1934 | 2190      |
| 1946 | 2065      |
| 1956 | 1696      |
| 1965 | 1602      |
| 1975 | 1254      |
| 1985 | 1139      |
| 1992 | 1026      |
| 2001 | 958       |
| 2011 | 707       |
| 2021 | 649       |

### Етнически състав

#### Преброяване на населението през 2011 г.
Численост и дял на етническите групи според преброяването на населението през 2011 г.:
|                     | Численост | Дял (в %) |
| Общо                | 707       | 100       |
| Българи             | 681       | 96,32     |
| Турци               | ?         | ?         |
| Цигани              | 12        | 1,69      |
| Други               | –         | –         |
| Не се самоопределят | ?         | ?         |
| Неотговорили        | 12        | 1,69      |

## Религии
Вероизповедание – 100% християни.

## Редовни събития
- Празникът „Джумал“, на който хората се обличат в кожи и с колани с големи хлопки и обикалят селото, като по този начин гонят злите духове от селото.

## Личности
Родени в Левски
- Атанас Саев (1883 – 1963), български революционер и просветен деец
- Атанас Димитров Попов (1903 – 1923)
- Борис Ангелов Гявуров (1916 -- 2000) български антифашист
- Васил Димитров Маринов (1885 – 1923)
- Ганчо Димитров Гявуров (1884 – 1923)
- Димитър Владимиров Филипов, български икономист (1932 – 2007)
- Запрен Георгиев Радков (1900 – 1923)
- Запрян Цоков Стоенчев (Стоянов) (1878 – 1923)
- Иван Стойчев Тодаринов (1880 – 1923)
- Илия Велинов Донов (1886 – 1923)
- Найден Георгиев Радков (1897 – 1923)
- Никола Иванов Антонов (1880 – 1923)
- Никола Нешев Гявуров (1884 – 1923)
- Павел Нешев Гявуров (1881 – 1923)
- Пено Иванов Колчаков (1886 – 1923)
- Петър Кръстев Терзиев (1894 – 1923)
- Петко Цоков Чолаков (1888 – 1923)
- Христоско Атанасов Колчаков (1882 – 1923)
- Цвятко Стоименов Гергишанов (1898 – 1923)

## Кухня
Най-разпространените ястия в с. Левски: Бурания, луковина, домати на чорба и барабой на чорба.
Необходими продукти за приготвяне на Бурания.
Бурания
1бр средно-голяма кисела зелка
5,6 с.л брашно
1 с.л червен пипер
1 ч.ч олио
Начин на приготвяне:Запържваме зелето, брашното и червения пипер. Добавяме 2 л.топла вода, сол на вкус и оставяме сместа да заври.
Луковина
10 глави праз лук
1 л.зелева чорба
0.500 л.вода
5 с.л.брашно
1 с.л.червен пипер
Начин на приготвяне;Запържваме лука, брашното, червения пипер. Добавяме зелевата чорба, водата, сол на вкус и оставяме да ври до сгъстяване.